# Fürstabtei St. Gallen

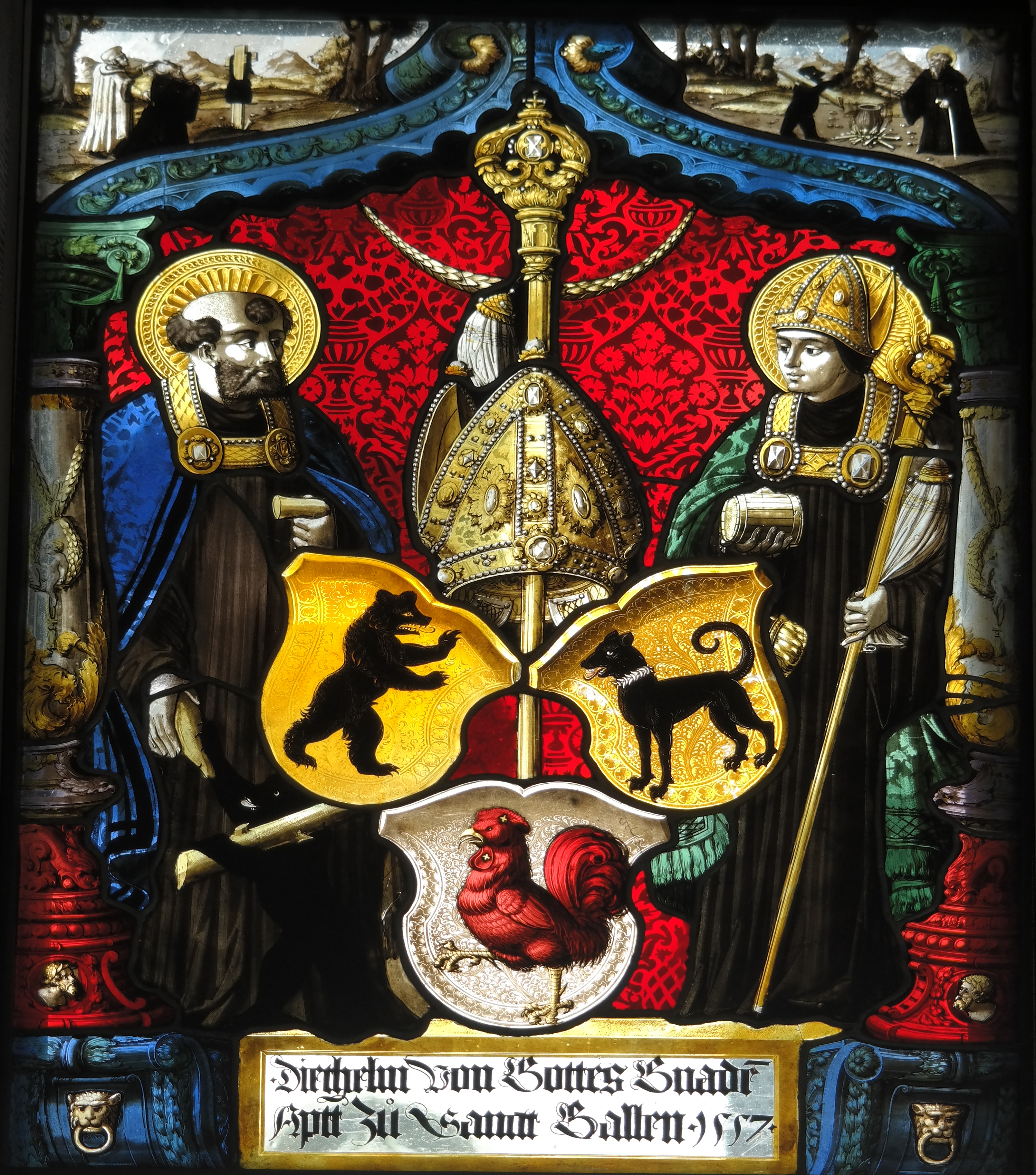
Wappenscheibe der Fürstabtei St. Gallen im Kreuzgang des Klosters Muri. Wappen der Abtei (Schwarzer Bär auf goldenem Grund), der Grafschaft Toggenburg (Schwarze Dogge auf goldenem Grund) und von Fürstabt Diethelm Blarer von Wartensee; neben den Schilden die Heiligen Gallus und Otmar von St. Gallen; im Oberbild Gallus im Gebet und mit dem Bären.

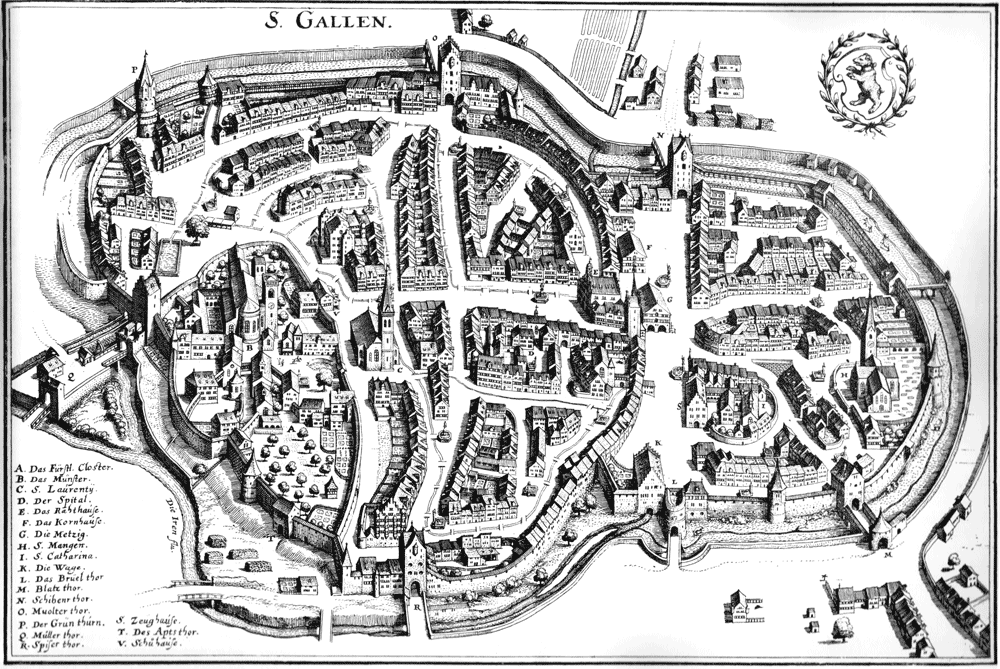
Die Stadt St. Gallen und der Klosterbezirk 1642 auf einer Ansicht von Matthäus Merian

Die Fürstabtei St. Gallen (gegründet 719, aufgehoben 1805) war eine Benediktinerabtei in der heutigen Ostschweiz und die Bezeichnung für ein Gebiet, das der weltlichen Herrschaft des Abts des Klosters in St. Gallen unterstand. Das Kloster St. Gallen bzw. die Abtei St. Gallen war nach dem Kloster Säckingen das zweitälteste Kloster auf dem Gebiet der Alamannen. Der Abt von St. Gallen war bis 1798 Reichsfürst mit Sitz und Stimme im Reichstag des Heiligen Römischen Reiches; St. Gallen war gleichzeitig erster Zugewandter Ort der Schweizerischen Eidgenossenschaft.
Bis zur Aufhebung der Abtei 1805 diente die Stiftskirche St. Gallen als Klosterkirche.

## Geschichte

### Gründung und «Goldenes Zeitalter»

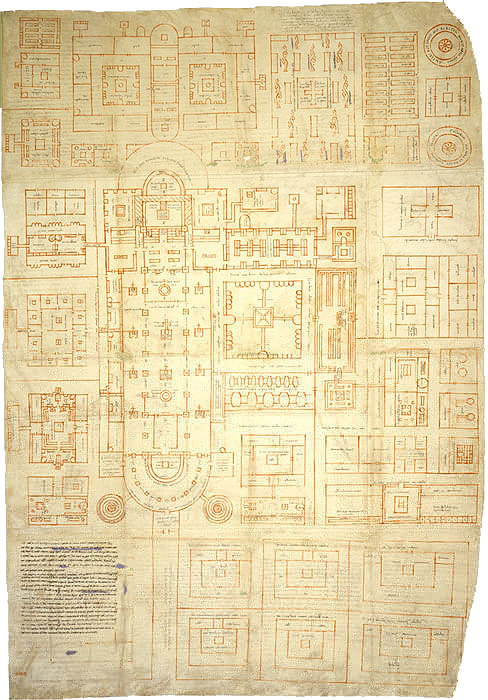
Der karolingische Klosterplan St. Gallens ist die älteste überlieferte Architekturzeichnung des Abendlandes. Reichenau, 819 oder um 827/830, St. Gallen, Stiftsbibliothek, Sign. Cod. Sang. 1092.

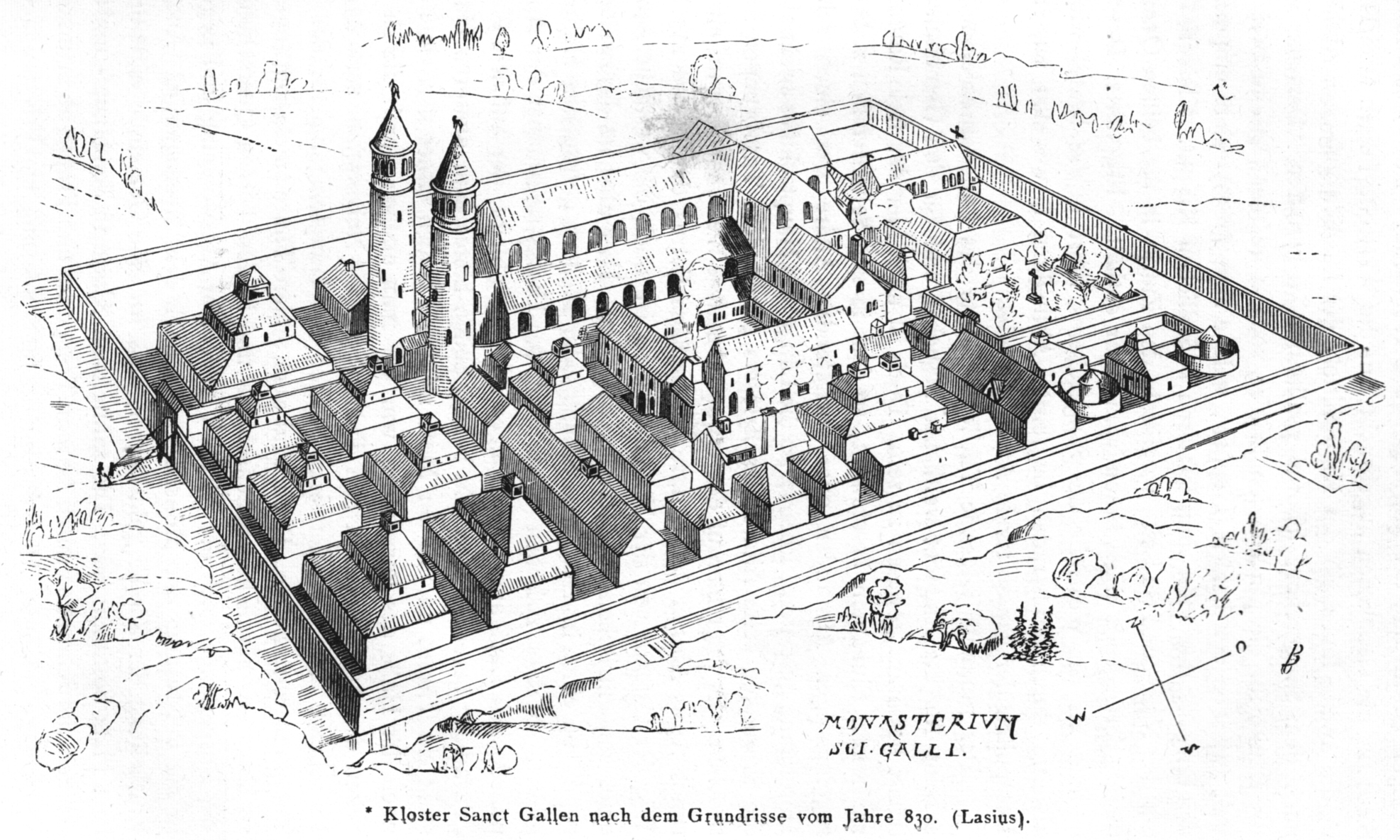
Rekonstruktionszeichnung des Klosters nach dem Klosterplan von Johann Rudolf Rahn, 1876

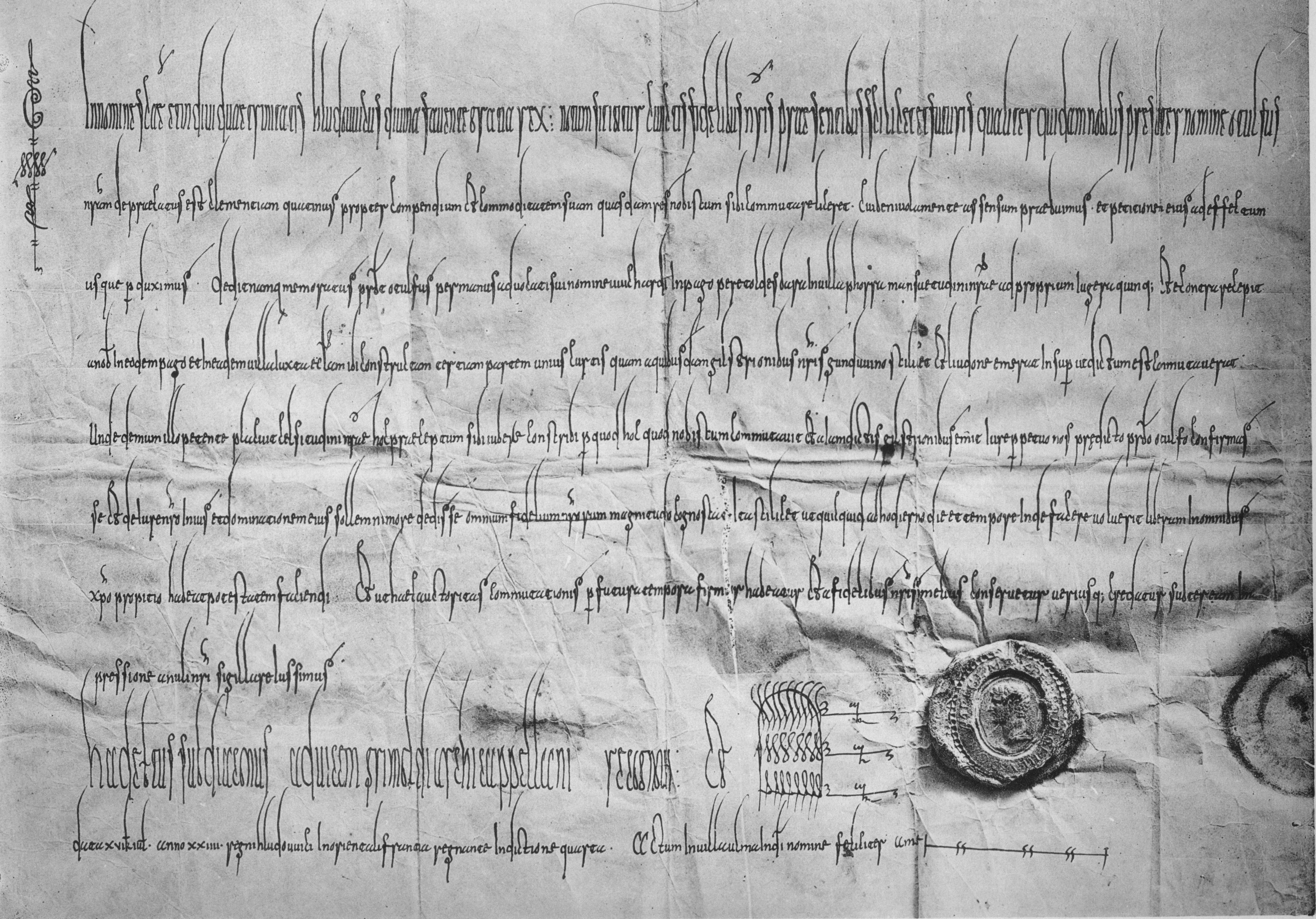
Eine Urkunde König Ludwigs des Deutschen von 856 für die Abtei St. Gallen. Stiftsarchiv St. Gallen, Urkunden FF.1.H.106

Im Jahr 612 liess sich der irische Mönch Gallus, ein Gefährte des Columban von Luxeuil, an der Steinach nieder und gründete eine Einsiedlerzelle. Der eigentliche Gründer des Klosters St. Gallen war jedoch Otmar, der am rätischen Bischofssitz in Chur ausgebildet und geweiht worden war. Um 719 wurde er vom Arboner Tribun Waltram von Thurgau zum Vorsteher der Gallus-Zelle eingesetzt und mit der Einführung eines regulären Klosterlebens beauftragt. Die ersten Mönche waren zunächst Räter, später stammten sie immer häufiger aus alemannischen Adelsfamilien der Umgebung. Die zahlreichen Schenkungen begüterter Adliger an das Kloster Otmars scheinen zum Ziel gehabt zu haben, einheimischen Grundbesitz dem Zugriff der in der Region immer stärker werdenden Karolinger zu entziehen. Um 900 umfassten diese zahlreichen Güter insgesamt eine Fläche 160'000 Jucharten.
Von der Auslöschung der alemannischen Führungsschicht 746 beim Blutgericht zu Cannstatt wurde auch das Kloster betroffen, dem im folgenden Jahr vom fränkischen König Pippin dem Jüngeren die Benediktinerregel aufgedrängt wurde. Auch das Klostergut wurde von fränkischen Kommissaren in Mitleidenschaft gezogen. Als Otmar 759 vor dem König klagen wollte, wurde er verhaftet und auf eine Rheininsel bei Eschenz verbannt. Nunmehr dem Bistum Konstanz unterstellt, wurde es faktisch zum bischöflichen Eigenkloster. Das änderte sich erst unter Abt Gozbert, der 818 von Ludwig dem Frommen ein Immunitätsprivileg und damit die Erhebung zum reichsunmittelbaren Kloster zu erreichen vermochte. Das bisher eher königsferne Kloster wurde nunmehr zu einer Stütze der fränkischen Herrschaft in Alemannien. Ein Skriptorium wurde eingerichtet, wo biblische und wissenschaftliche Texte von hohem Rang angefertigt wurden. Hier entstanden 883 die Gesta Caroli Magni des Notker von St. Gallen oder auch das Stundengebetsantiphonar des Hartker von St. Gallen, das als Meisterwerk der Kalligraphie gilt. Während des «Goldenen Zeitalters» von 816 bis zum Ungarneinfall 926 war eine enge Zusammenarbeit mit kaiserlichem bzw. königlichem Hof sowie eine neue Blüte des Skriptoriums dominierend.
Das Kloster verfügte wie das Kloster Reichenau über eine bedeutende Klosterschule, zudem über Klosterärzte und über eine grosse, krankenhausähnliche Abteilung (infirmeria, «Siechenhaus») zur Behandlung von Kranken. Ausserhalb des Klosters St. Gallen liess der Abt Otmar zwischen 720 und 759 ein Hospitiolum für Aussätzige erbauen.
Die Stiftsbibliothek St. Gallen ist seit 820 indirekt über den St. Galler Klosterplan nachgewiesen. Dort entstanden herausragende Werke der Buchmalerei wie der Folchart-Psalter, der St. Galler Psalter, das Psalterium Aureum und das Evangelium Longum. St. Gallen war während des Frühmittelalters eines der bedeutendsten Zentren abendländischer Kultur.

### Ungarneinfall 926

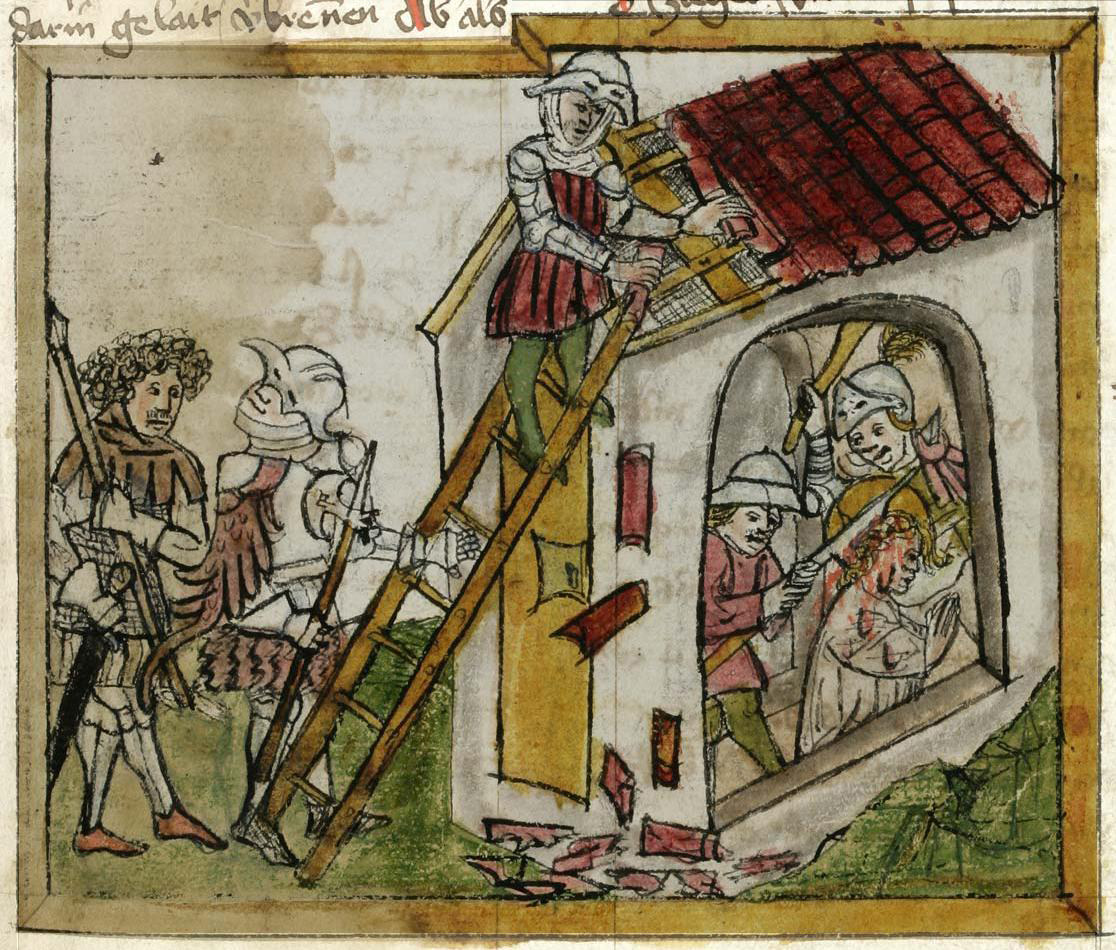
Martyrium der Wiborada

Das «Goldene Zeitalter» endete abrupt am 1. Mai 926, nachdem bereits im Frühjahr Reisende berichtet hatten, die Ungarn würden auf ihren Feldzügen schon bis zum Bodensee vorstossen. Da die Herzöge im zerstrittenen Ostfrankenreich keine gemeinsame Abwehr aufbauen konnten, hatten sie den plündernden und brandschatzenden Banden nichts entgegenzusetzen. Abt Engilbert beschloss, die Schüler sowie Alte und Kranke in der dem Kloster gehörenden Wasserburg bei Lindau in Sicherheit zu bringen. Viele der Schriften wurden im befreundeten und mit St. Gallen in regem geistigem Kontakt als Tauschplätze der Kunst und Wissenschaft stehenden Kloster Reichenau versteckt. Die Mönche brachten sich und die wertvollen Kultgegenstände in einer Fluchtburg im Sitterwald in Sicherheit. Die Einsiedlerin Wiborada blieb auf ihren ausdrücklichen Wunsch als einzige in der zugemauerten Kirche St. Mangen in der verlassenen Stadt zurück.
Als die Ungarn die Stadt überfielen, fanden sie nichts von Wert. Sie beschädigten Gebäude und Altäre und brannten die Holzhäuser des Dorfes nieder. Die Angreifer fanden auch Wiborada, allerdings keinen Eingang zu ihrer zugemauerten Klause. Feuer konnte ihr und der Kirche nichts anhaben, also deckten die Ungarn das Dach ab und töteten sie. Einen Angriff auf die Fluchtburg der Mönche wagten die Ungarn aufgrund ihrer schwer zugänglichen Lage nicht. Sie wurden von den Mönchen beim Rückzug sogar angegriffen. Nach dem Abzug der Ungarn kehrten die Mönche mit den Einwohnern zurück und bauten die beschädigten und niedergebrannten Häuser wieder auf.

### Erweiterungen
Durch zahlreiche Schenkungen nahm die Grundherrschaft des Klosters St. Gallen im süddeutschen Raum einen bedeutenden Umfang an. Die Klostervogtei und die daraus abgeleitete Hohe Gerichtsbarkeit fielen 1180 dem römisch-deutschen Kaiser Friedrich I. Barbarossa zu, wodurch sie zur Reichsvogtei wurde. In der nachstaufischen Zeit wurde diese Reichsvogtei wiederum stückweise an Adlige aus dem Bodenseeraum verpfändet, von denen sie das Kloster seinerseits zurückkaufte. Das Kloster St. Gallen legte dadurch das Fundament für den Aufbau eines geschlossenen geistlichen Lehnsstaates.
Für das Jahr 1207 ist erstmals die Anrede Reichsabt belegt. Der Klosterstaat verfügte schliesslich über viele verstreute Besitzungen und Herrschaftsrechte im ganzen süddeutschen Raum und ein relativ geschlossenes Herrschaftsgebiet im heutigen Fürstenland, Appenzellerland und dem Rheintal.

### Konflikte mit Appenzell und der Stadt St. Gallen
Im 13. und 14. Jahrhundert war die Existenz des Klosters durch die wechselvollen Kämpfe im Rahmen der habsburgischen Expansion und Hausmachtpolitik im süddeutschen Raum mehrmals bedroht. Hier ist insbesondere der blutige Konflikt zu erwähnen zwischen Abt Wilhelm I. von Montfort und dem Klostervogt, dem Grafen und späteren römisch-deutschen König Rudolf von Habsburg, zwischen 1282 und 1291, in dessen Rahmen der König in der Nähe der äbtischen Stadt Wil Burg und Schloss Schwarzenbach als Gegenstadt gründete und einen Gegenabt für das Kloster einsetzte. Der Konflikt wurde von Rudolfs Nachfolger Albrecht fortgesetzt und konnte erst 1301 beigelegt werden.
1349 gab die Fürstabtei die direkte Herrschaft im Breisgau auf und vergab sie als Lehen an Adelsfamilien.
In dieser Zeit gelang es der Stadt St. Gallen, sich von der Hoheit der Abtei zu befreien. Sie kämpfte auf der Seite der aufständischen Appenzeller, als sich diese 1400 erfolgreich gegen die Klosterherrschaft auflehnten. Bereits ein Jahr später gelang der Aufstieg der Stadt St. Gallen zur Reichsstadt. Die Appenzellerkriege (1400–1429) endeten für das Kloster in einem Desaster: Der grösste Teil der geschlossenen Grundherrschaft ging verloren, Appenzell wurde unabhängig. Bei Amtsantritt von Abt Eglolf Blarer 1427 war die Abtei in einem schlechten Zustand. Im Anschluss an den Alten Zürcherkrieg wurden Kloster (1451) und Stadt (1454) als Zugewandte Orte in die Eidgenossenschaft aufgenommen. Die aufstrebende Stadt St. Gallen schickte sich 1455 an, die gesamte verbliebene weltliche Herrschaft des Klosters zu übernehmen. Dieses Unterfangen scheiterte aber am entschlossenen Widerstand des damaligen Klosterpflegers Ulrich Rösch und der Gotteshausleute, wie die Untertanen des Klosters genannt wurden.

### Reformation und absolutistischer Klosterstaat

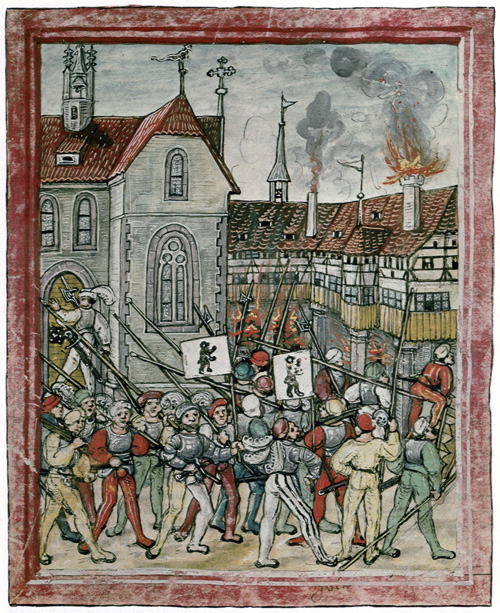
Appenzeller und St. Galler zerstören das Kloster Mariaberg bei Rorschach 1489

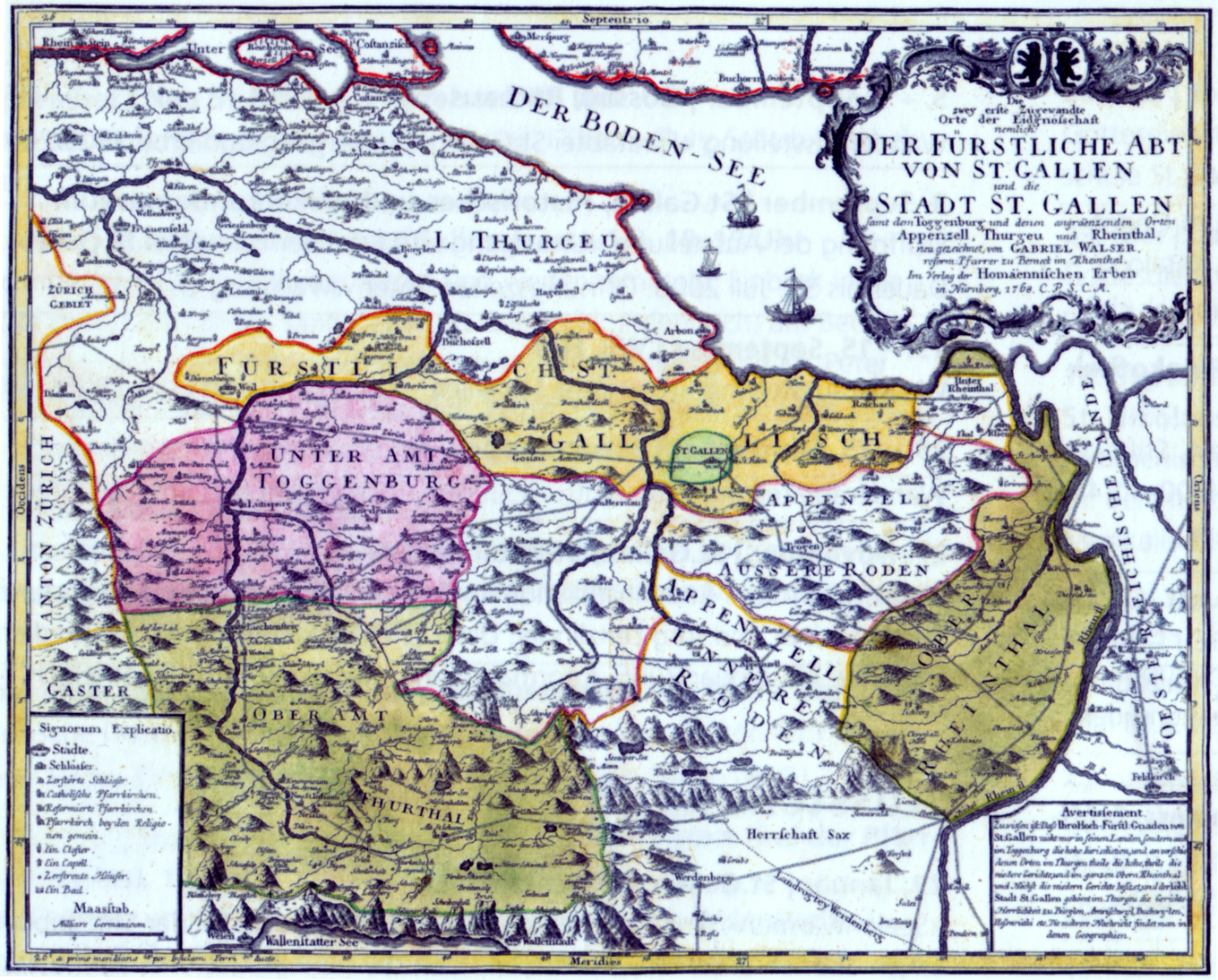
Zeitgenössische Karte der Fürstabtei aus dem 18. Jahrhundert

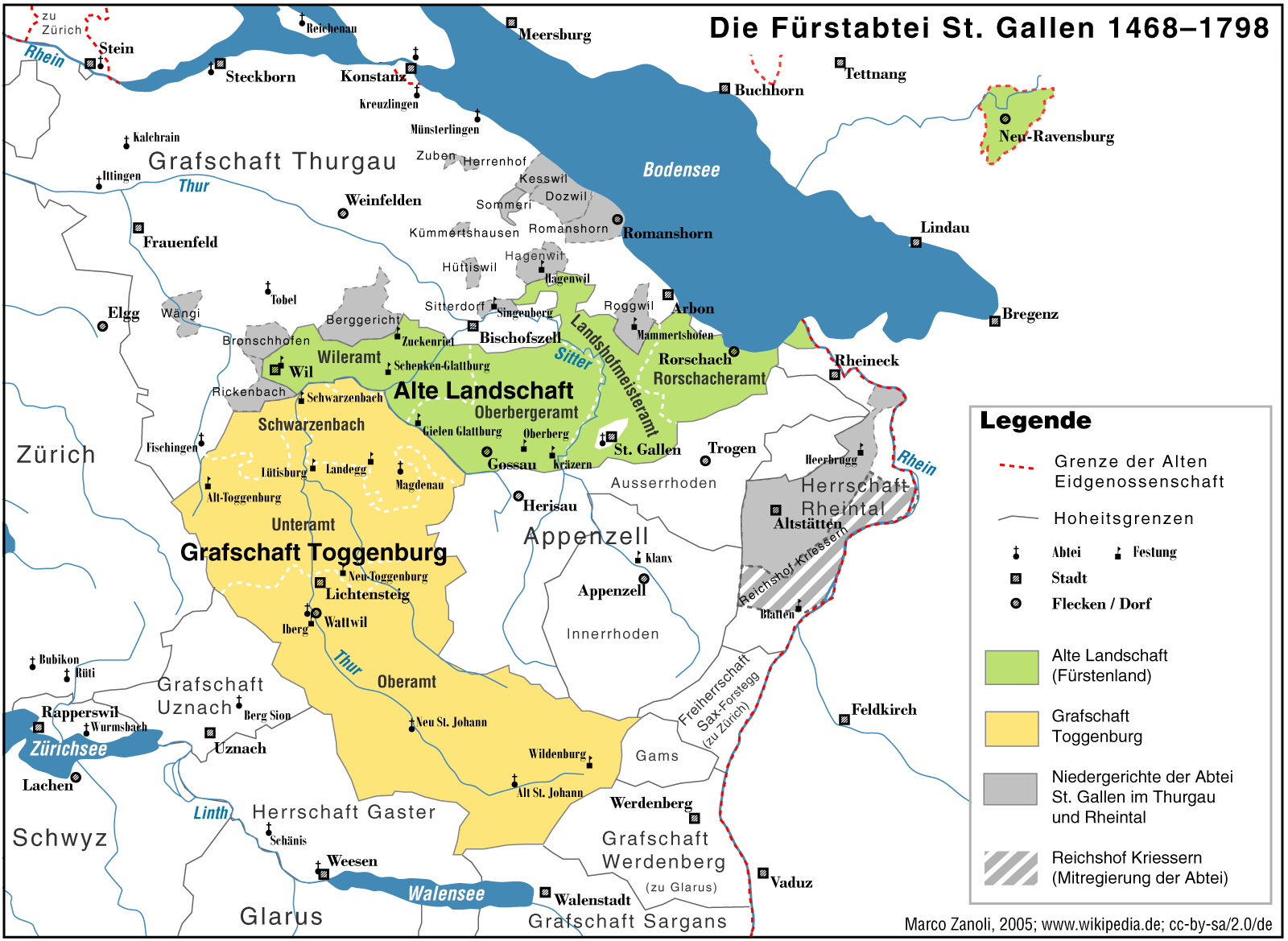
Karte der Gebiete der Fürstabtei im 18. Jahrhundert mit dem Landshofmeisteramt, dem Oberbergeramt, dem Romanshorner-, dem Rorschacher- und dem Wileramt

An diesem Tiefpunkt der Klostergeschichte wurde Ulrich Rösch zum Abt gewählt. Ihm glückte es mit dem Rückhalt der eidgenössischen Schirmorte (Zürich, Luzern, Glarus und Schwyz), die Herrschaft des Klosters wieder zu festigen. Durch die Sammlung von neuen und alten Rechtstiteln sowie den Zukauf neuer Gebiete (1468 Erwerb der Grafschaft Toggenburg) wurde der Klosterstaat zu einem frühneuzeitlichen Territorialstaat. Nach der Erwerbung des Toggenburgs 1468 bürgerte sich im Sprachgebrauch für das zwischen Rorschach und Wil SG gelegene Kernland der Fürstabtei, das «Fürstenland», die Bezeichnung «Alte» Landschaft ein. 1486 musste die Abtei nach langen Rechtshändeln mit Appenzell die Vogtei über das St. Galler Rheintal an dieses abtreten.
Als Ulrich Rösch in Rorschach das neue Kloster Mariaberg anlegen liess und plante, die Abtei dorthin zu verlegen, um sie von der Stadt St. Gallen loszulösen, vereinten sich die Stadt St. Gallen, Appenzell und die Gotteshausleute 1489 im Waldkircher Bund und zerstörten die Baustelle (Rorschacher Klosterbruch). Diese krasse Verletzung des Landfriedens provozierte eine Intervention der vier Schirmorte, die die Rechte des Klosters erfolgreich verteidigten. Auf eine Verlegung des Klosters wurde jedoch verzichtet.
Ein wesentliches Element der territorialen Reorganisation war neben der Schaffung von neuen Niedergerichten und Ämtern auch die Vereinheitlichung des Rechts. Die alten Offnungen und Weistümer wurden gesammelt und einheitlich schriftlich fixiert. Gleichzeitig mit den lokalen Rechtsquellen entstand eine allgemeine, für alle Untertanen des Klosters geltende Ordnung: die Landsatzung von 1468. Somit wurden aus Grundherrschaft, Hoher und Niederer Gerichtsbarkeit eine Landeshoheit geschaffen und ein einheitlicher Stand der Gotteshausleute, der Untertanen des Klosters.
Im Gegensatz zur Schweizerischen Eidgenossenschaft blieb die Fürstabtei St. Gallen auch nach dem Schwabenkrieg eng mit dem Heiligen Römischen Reich Deutscher Nation verbunden; die Äbte liessen sich ihre Regalien immer noch vom römisch-deutschen Kaiser übergeben, und die Rechtssätze des Reiches behielten ihre Gültigkeit. Die Fürstabtei St. Gallen war gleichzeitig rechtlich zwar Glied des Reiches, aber tatsächlich ab 1451 als Zugewandter Ort Teil der Eidgenossenschaft  mit Sitz und beschränktem Stimmrecht in der Tagsatzung.
Die Reformation fand mit Joachim von Watt (Vadian) 1525 in der Stadt St. Gallen Eingang. Schon 1527 wurde das Kloster aufgehoben, der Abt vertrieben, und die Stadt Zürich übernahm die Schirmhoheit über die nach Unabhängigkeit strebende Alte Landschaft, deren Bevölkerung überwiegend den neuen Glauben angenommen hatte. Die Niederlage der reformierten eidgenössischen Orte im Zweiten Kappelerkrieg 1531 ermöglichte jedoch die Wiederherstellung der Fürstabtei St. Gallen (1532). Neben den Offnungen und der Landsatzung, die seit 1525 von den eidgenössischen Schirmorten garantiert und kontrolliert wurden, reglementierten Land- oder Policeymandate das Leben der Untertanen. Damit wurde es dem Klosterstaat möglich, bis 1572 in der Alten Landschaft alle Untertanen zum katholischen Glauben zurück zu zwingen und die von Abt Ulrich Rösch begonnenen Reformen zu Ende zu bringen. Am Ende des 16. Jahrhunderts bildete die Fürstabtei St. Gallen einen starken, zentral organisierten und für damalige Zeiten modernen Territorialstaat.
Zu Beginn des 17. Jahrhunderts expandierte das Kloster auch wieder im Breisgau und erwarb neben Grundbesitz in verschiedenen Ortschaften 1621 auch die direkte Herrschaft über Ebringen und Norsingen zurück.

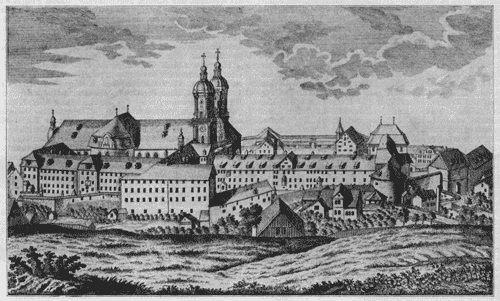
Das Kloster St. Gallen nach dem Neubau, 1769

Im 17. und 18. Jahrhundert betrieben die Äbte des Klosters zunehmend eine von der Schweizerischen Eidgenossenschaft unabhängige Politik, die zum Kreuzkrieg und schliesslich zum Toggenburgerkrieg von 1712–1718 führte, der sich am Gegensatz zwischen Abtei und den reformierten Einwohnern des Toggenburgs entzündet hatte. Dennoch blühte die Abtei im 18. Jahrhundert noch einmal auf – sichtbarstes Zeichen war der Neubau der Klosteranlage zwischen 1755 und 1767 im prunkvollen Barock durch Peter Thumb bis 1761, anschliessend bis 1768 Johann Michael Beer und Johann Ferdinand Beer von 1767 bis 1769. Das Pfalzgebäude sollte den regierenden Äbten eine standesgemässe Residenz bieten. Der spätbarocke Bibliothekssaal der Stiftsbibliothek zählt heute zu den repräsentativsten und schönsten Bibliotheksbauten der Welt. Die ganze Anlage ist seit 1983 UNESCO-Weltkulturerbe.

### Untergang 1798–1805

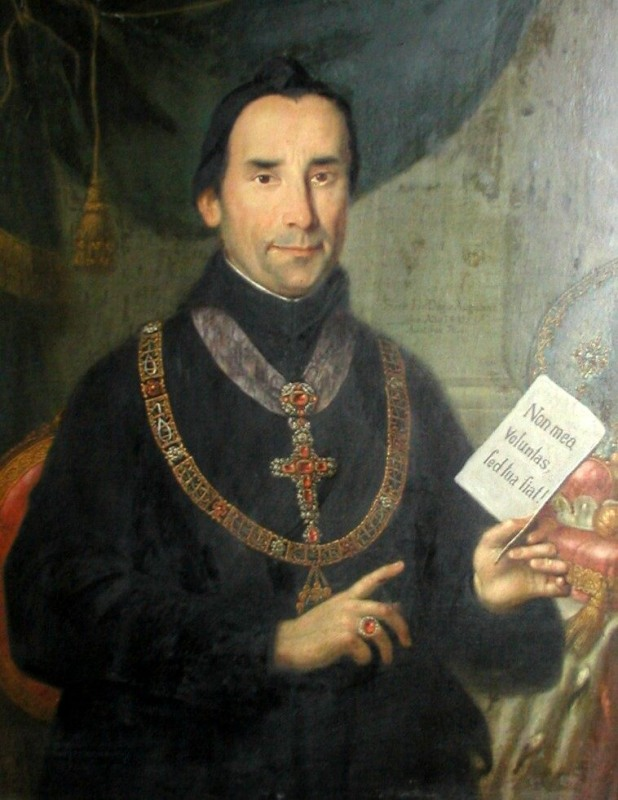
Pankraz Vorster, der letzte Fürstabt des Klosters St. Gallen

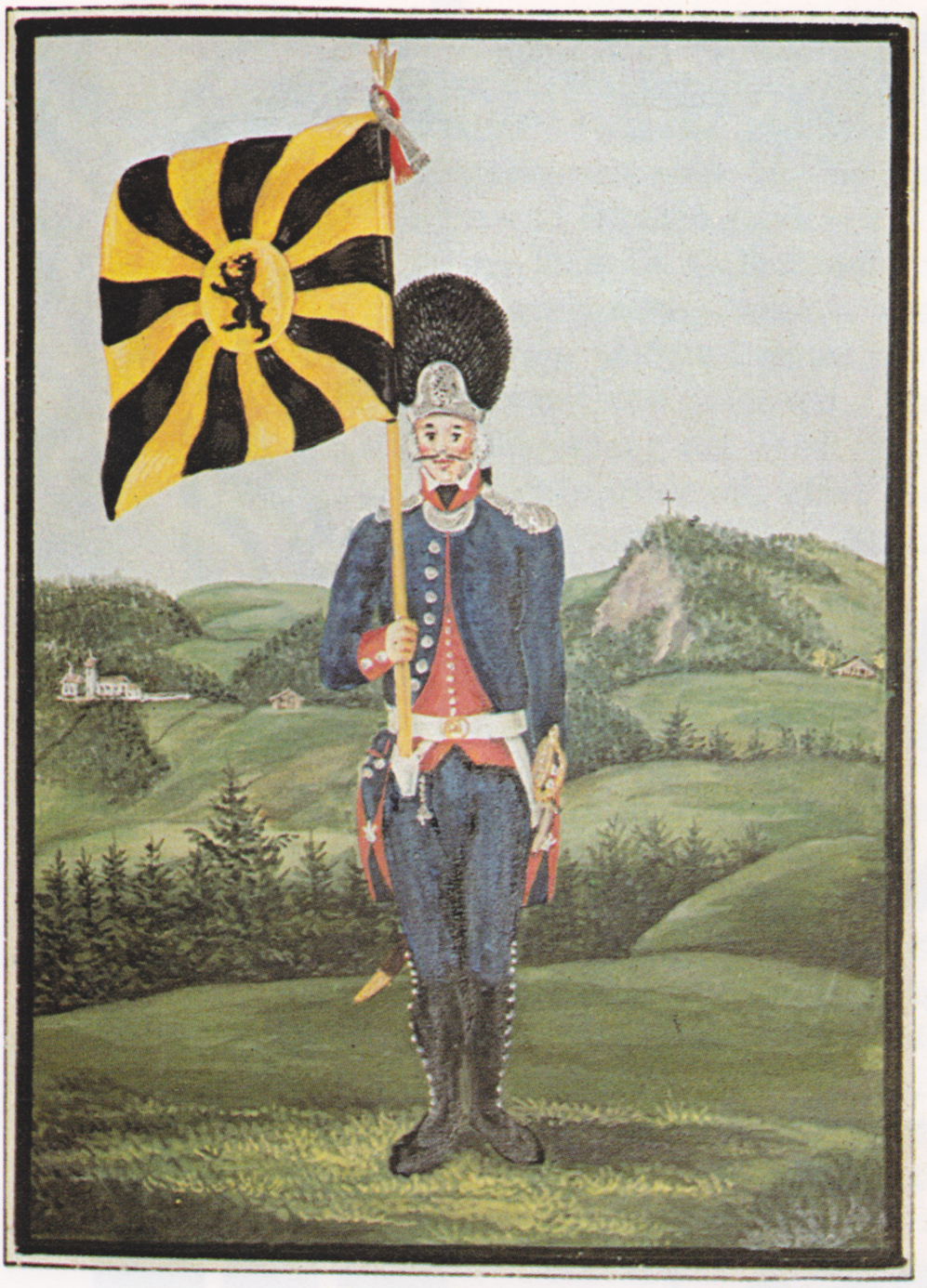
Fahne der Grenadierkompanie der äbtischen Truppen zwischen 1780 und 1790. Aquarell von D. W. Hartmann

Nach der Französischen Revolution von 1789 forderten auch die Untertanen des Klosters mehr Rechte und Freiheiten. Mit dem «Gütlichen Vertrag» von Gossau von 1795 versuchte Abt Beda Angehrn (1767–1796) die Fürstabtei noch zu retten. Trotz diesen Reformen gründeten 1798 die Untertanen des Klosters im Fürstenland die Republik der Alten Landschaft St. Gallen, und die Toggenburger sagten sich ebenfalls los, womit die politische Herrschaft der Abtei endete. Dem Abt Pankraz Vorster (1796–1805; † 1829) verblieben noch die exterritorialen Besitzungen Neuravensburg und Ebringen mit Norsingen als letzte Herrschaftsgebiete des Klosters. Die von Frankreich 1798 geschaffene Helvetische Republik umfasste auch die ehemaligen Gebiete der Fürstabtei. Das Fürstenland wurde Teil des Kantons Säntis. Im Mai 1799 kehrte Abt Pankraz Vorster noch einmal kurz mit österreichischer Unterstützung zurück, musste aber nach dem Sieg der Franzosen wieder weichen. 1803 übernahm der neu geschaffene Kanton St. Gallen die Landeshoheit. Von den Gebieten im Heiligen Römischen Reich ging Neuravensburg im Reichsdeputationshauptschluss verloren.
Fürstabt Vorster residierte ab 1801 im Exil in Ebringen, dem nun mit dem benachbarten Norsingen letzten Herrschaftsgebiet der Fürstabtei. Am 8. Mai 1805 folgte die Aufhebung des Klosters durch den Grossen Rat des Kantons St. Gallen. Vorster verliess nach Ausbruch des Dritten Koalitionskriegs im September 1805 auch Ebringen, das der Kanton im folgenden Jahr mit der Absicht, es zu verkaufen, in Besitz nehmen konnte.
Die noch während vieler Jahre fortgesetzten Bemühungen des ehemaligen Abtes Pankraz Vorster um die Wiederherstellung der Fürstabtei führten nicht zum Erfolg. Die persönliche Feindschaft zwischen Vorster und dem ersten Landammann des Kantons St. Gallen, Karl von Müller-Friedberg, spielte dabei eine wichtige Rolle. Karl von Müller-Friedbergs Vater war Premierminister der Fürstabtei gewesen und er selbst der letzte Landvogt der Abtei im Toggenburg. Als solcher hatte er 1798 eigenmächtig das Toggenburg in die Freiheit entlassen und bekleidete während der Helvetischen Republik hohe politische Ämter. Diesen Verrat konnte Vorster zeitlebens nicht verzeihen. Vorster starb verbittert 1829 im Exil im Kloster Muri – erst auf dem Totenbett liess er Müller-Friedberg, der mit einem Brief den todkranken «ehemaligen Abt von St. Gallen» um Verzeihung ersucht hatte, eine positive Antwort zukommen, verfasst durch den Sekretär des «Fürstabtes von St. Gallen».
Die Gründung des Doppelbistums Chur-St. Gallen durch die Bulle Ecclesias quae antiquitate von Papst Pius VII. 1823 gilt als definitives Ende der Wiederherstellungsbemühungen auch von Seiten des Vatikans. Streng kirchenrechtlich gesehen wurde mit der Bulle das Kloster jedoch nicht aufgehoben.
Siehe auch: Geschichte des Kantons St. Gallen, Geschichte der Stadt St. Gallen

## Wappen

Das Wappen der Fürstabtei St. Gallen

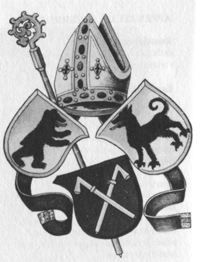
Das Wappen des Abtes Ulrich Rösch, flankiert vom Doppelwappen der Fürstabtei St. Gallen und der Grafschaft Toggenburg

Hauptartikel: Fahnen und Wappen von Stadt und Fürstabtei St. Gallen
Das Wappen der Fürstabtei St. Gallen zeigte in Gold einen aufrechten schwarzen Bären. Die Wappenfigur erinnert an den heiligen Gallus, der mit Gottes Hilfe einem Bären befehlen konnte. Nach dem Kauf der Grafschaft Toggenburg verordnete Abt Ulrich Rösch, dass das Wappen der ausgestorbenen Grafen von Toggenburg, eine Schwarze Dogge mit rotem Halsband auf goldenem Grund, mit dem der Abtei vereint werde.

## Münzprägung
Die Abtei St. Gallen hatte 947 von Otto I. das Münzrecht erhalten, das ab dem 12. Jahrhundert auch zunehmend genutzt wurde. Auf den Münzen der Abtei wurde häufig das Portrait des Heiligen Gallus oder das Lamm Gottes mit Kreuzfahne gezeigt.

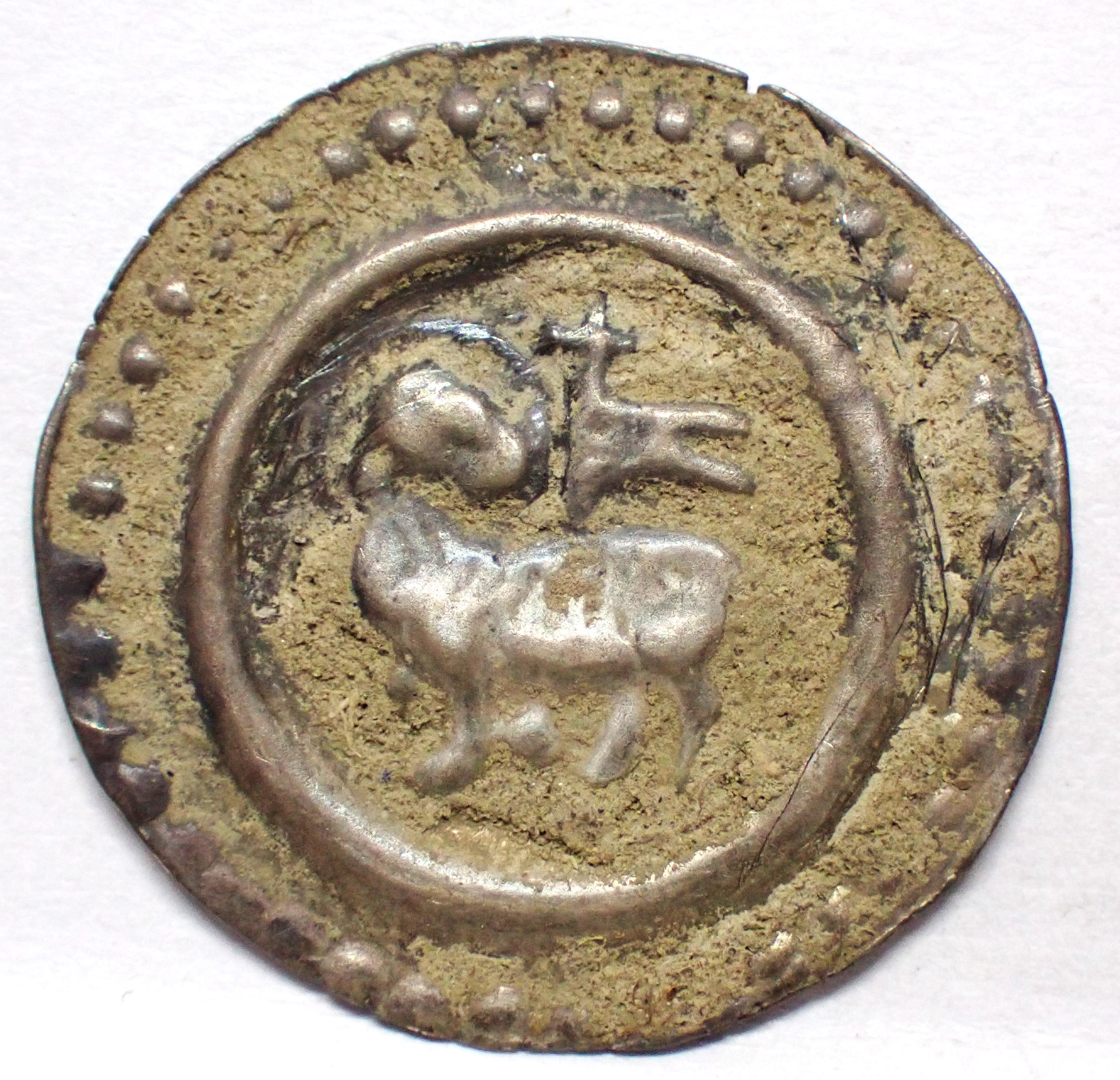
Einseitiger Ewiger Pfennig der Abtei St. Gallen, nach 1295, Lamm Gottes, Kreuzfahne

## Bekannte Mönche
- Winithar
- Iso von St. Gallen
- Notker der Stammler
- Tutilo von St. Gallen
- Ratpert von St. Gallen
- Notker der Deutsche
- Ekkehard I. (St. Gallen)
- Ekkehard II. (St. Gallen)
- Ekkehard IV. (St. Gallen)
- Placidus Bridler

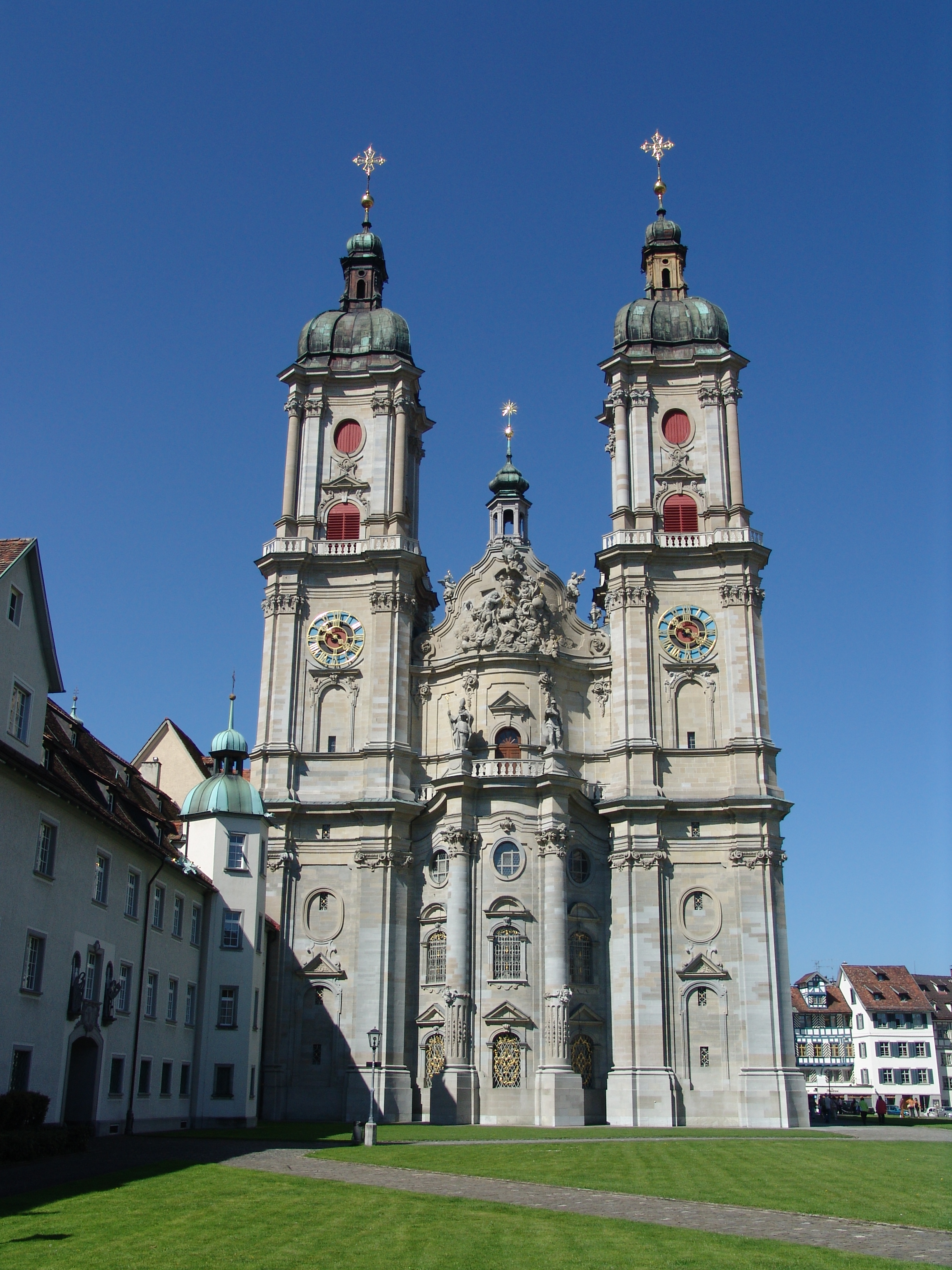
Die Stiftskirche St. Gallen (2018)

- Reginbald II. von Dillingen, Seliger, Bischof
- Johann Nepomuk Hauntinger
- Ildefons von Arx

## Bekannte Äbte
(siehe auch Liste der Äbte des Klosters St. Gallen)
- Otmar (Abt von 719–759)
- Waldo von Reichenau (782–784)
- Gozbert (816–837)
- Grimald von Weißenburg (841–872)
- Salomo (890–919)
- Ulrich von Eppenstein (1077–1121), Abt im Investiturstreit
- Berchtold von Falkenstein (Abt von 1244 bis zu seinem Tod 1272)
- Wilhelm I., Graf von Montfort-Feldkirch (1281–1301)
- Kaspar von Breitenlandenberg (1442–1463)
- Ulrich Rösch (1463–1491)
- Franz von Gaisberg (1504–1529)
- Diethelm Blarer von Wartensee (1530–1564)
- Leodegar Bürgisser (1696–1717)
- Beda Angehrn (1767–1796)
- Pankraz Vorster (1796–1805; † 1829)

## Künstler
- Manfred Barberini Lupus, Komponist des 16. Jahrhunderts, dessen Werk im Zeichen der Gegenreformation steht

## Textilindustrie
Im Jahr 1801 wurde im Kloster St. Gallen die erste mechanische Baumwollspinnerei gegründet. Sie war somit im modernen Wortsinn die erste Fabrik in der Schweiz, parallel zu dem sich etablierenden Stickereihandwerk in der Ostschweiz.

## Das Kloster St. Gallen in der frühneuzeitlichen Chronistik
Mit der Geschichte des Klosters St. Gallen setzten sich bereits frühneuzeitliche Chronisten auseinander: Auf Anregung des Zürcher Chronisten Johannes Stumpf verfasste Joachim Vadian um 1545 seine Kleinere Chronik der Äbte von St. Gallen. Fünfzehn Jahre nach Abschluss seiner Grösseren Chronik, in der er die Zeit von 1200 bis 1491 behandelt hatte, stellte er hier die Geschichte von Stadt und Kloster St. Gallen zwischen 720 und 1200 dar. 1604 vollendete der St. Galler Stiftsbibliothekar Jodocus Metzler seine Geschichte des bei den Alemannen berühmten Klosters des hl. Gallus. Der Ittinger Kartäuser und Chronist Heinrich Murer entwarf seine Ausführungen über das Kloster St. Gallen in Hinblick auf sein unvollendet gebliebenes Projekt eines Theatrum Ecclesiasticum Helvetiorum (Geistlicher Schauplatz Helvetiens).